# San Giovanni dei Fiorentini (Nápoly)

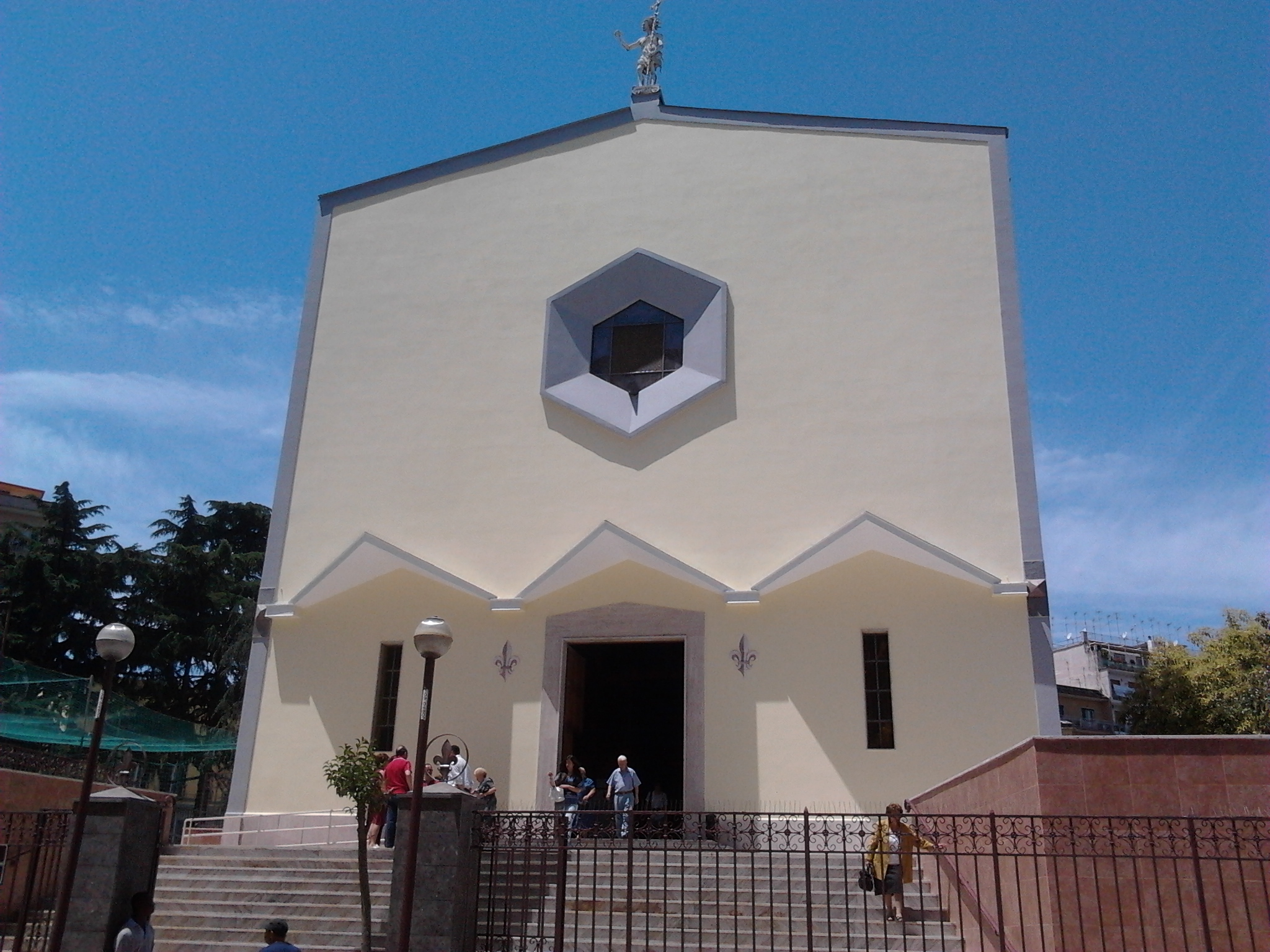
A San Giovanni Battista dei Fiorentini-templom homlokzata

A San Giovanni Battista dei Fiorentini nápolyi templom. Az ezen a néven ismert korábbi templom a 13. században épült a város kikötőjének közelében a szervita rend szerzetesei számára. A templomot az 1950-es évek városrendezési munkálatai során lebontották, és a város Vomero kerületében egy új templomot emeltek a régiből származó műalkotások számára.